# Storia della strada Porrettana

## Storia
A differenza della via Ximenes-Giardini che fu realizzata in dieci anni dal 1766 al 1776, la storia della via di comunicazione tra Bologna e Pistoia passando per Porretta fu molto lunga e controversa. 

### Tracciato Bologna Porretta
Il primo progetto fu promosso nel 1772 da Ferdinando Marescalchi, allora senatore della legazione bolognese dello Stato pontificio, con un progetto elaborato da Gian Giacomo Dotti. Questo progetto, per evitare un numero eccessivo di ponti sul fiume Reno, si svolgeva prevalentemente a destra del fiume lungo il crinale: partendo dalla strada di Saragozza, alla Rosa traversava il rio Bolsena e arrivava a Nugareto; di qui, passando sul crinale tra Reno e Lavino, arrivava a Mongardino (mt. 388) e poi a Medelana (mt. 688) e Croce delle Pradole (mt. 687); proseguiva poi lungo il crinale arrivando a Tolè (mt. 681), Vedettola (mt. 785), Bocca dei Ravari (mt. 790) e Castel d'Aiano (mt. 805), Canevaccia (mt. 795), Rocca Balcona (mt. 860); arrivava poi all'Abetaia (mt. 783], scendendo a Silla al Mulino d'Aghi e arrivando a Porretta.
Questo tracciato incontrò l'opposizione di diversi possidenti locali e solo nell'aprile 1795 furono stanziati i soldi per l'inizio dei lavori. Tuttavia la situazione politica andava rapidamente cambiando: con la campagna Napoleonica il 19 giugno 1796 le truppe napoleoniche entrarono a Bologna e tutta la struttura politico-amministrativa della legazione bolognese dipendente dallo Stato Pontificio fu mutata e il progetto si fermò.
Negli anni seguenti nacquero progetti con altri tracciati. La Società Belvedere, interessata a promuovere lo sfruttamento economico delle locali faggete per la produzione di olio, nel periodo 1803-06 si fece promotrice presso le autorità locali di solleciti per avviare i lavori con un tracciato sostanzialmente simile a quello Dotti-Marescalchi, ma senza successo. Nel 1804 Francesco Comelli disegnava un nuovo percorso che si svolgeva a destra del Reno sul crinale tra la valle del Reno e la valle del Setta.
Il 25 e 30 ottobre 1804 il Consiglio Dipartimentale, presieduto da Antonio Aldini, dopo aver valutato le diverse proposte, approvò un progetto di rivitalizzazione delle Terme di Porretta e l'avvio dei lavori della strada scegliendo un tracciato sostanzialmente simile al tracciato Dotti-Marescalchi. Ma la proclamazione del Regno d'Italia napoleonico il 17 marzo 1805 introdusse notevoli stravolgimenti nella struttura amministrativa: il Dipartimento venne sciolto e sostituito dal Consiglio di Prefettura e il progetto della strada per Porretta si arenò nuovamente.
Nel 1810 un nuovo tracciato venne presentato da Gianbattista Martinetti con un percorso, questa volta, in fondo valle per venire incontro al crescente ruolo amministrativo-economico assunto da Vergato. Il tracciato partiva da Sasso e attraverso Lastra, Lama e Panico arrivava a Marzabotto; di qui proseguiva per Vergato passando per tre volte il fiume Reno. Da Vergato il percorso giungeva a Riola e risalendo il crinale tra Reno e Limentra giungeva a Savignano, Casa Traversa, Pian di Casale e Passo del Soldato, da cui arrivava a Porretta passando 8 volte sopra il fiume Reno. Ma anche questa volta molte difficoltà si frapposero all'avvio dei lavori, in particolare la necessità di far assumere parte dei costi dai Comuni attraversati.
Con la fine dell'impero napoleonico nel 1814 e la Restaurazione, i lavori per la Porrettana furono visti come un utile strumento per combattere la povertà e la disoccupazione causata anche da forti siccità. Nel 1816 il progetto ripartì, incontrando però ancora divergenze sul suo percorso tra i sostenitori del tracciato Dotti-Marescalchi e quelli del tracciato di fondo valle del Martinetti; pur essendo iniziati i lavori per il tracciato Martinetti, i sostenitori della linea Dotti-Marescalchi cercarono, senza successo, di bloccare i lavori. Le difficoltà non mancarono, soprattutto a causa della natura fragile del terreno su cui doveva passare la strada e la conseguente necessità di molti interventi di consolidamento del terreno; solo il 30 agosto 1840 la strada fu terminata con l'arrivo a Porretta.

### Tracciato Pistoia Porretta
Anche questo tracciato, chiamato allora via Leopolda pistoiese, incontrò forti difficoltà. Nonostante il Granduca avesse realizzato molte opere pubbliche in Toscana, la via Pistoia - Porretta - Bologna non rientrò nelle sue priorità, nonostante i tentativi di Martinetti di coinvolgere Firenze nel suo progetto. Del resto la presenza a Pistoia di movimenti patriottici non favorì l'interesse del Granduca Ferdinando III a questo tratto stradale; alla sua morte, avvenuta il 18 giugno 1828, il figlio Leopoldo II non ebbe inizialmente posizioni diverse. Tuttavia negli anni seguenti il clima tra Pistoia e il Granduca migliorò; alla fine del 1835 Niccolò Puccini e Giuseppe Cellesi promossero la creazione della Deputazione Promuovitrice della via da Pistoia al Confine Toscano presso la Porretta che ricevette il consenso del Granduca nell'aprile 1837 e, nell'ottobre 1838, venne l'autorizzazione alla costituzione di una societa' per la costruzione della strada per Porretta. Questa società, secondo quanto stabilito dal Granduca, doveva farsi carico delle spese per la strada attraverso l'emissione di 800 azioni da 1.000 lire l'una. La raccolta dei soldi andò avanti con grande difficoltà e con traversie giudiziarie. Nel 1837 intervenne con un finanziamento la Cassa di Risparmio in Bologna, nata quell'anno stesso, e così il 3 marzo 1842 i lavori iniziarono. Intervennero però successivamente difficoltà a causa di divergenze sulla assegnazione dei lavori. Dopo il completamento del ponte sul Rio Maggiore a Porretta a fine 1846 la strada fu percorribile in calesse anche se fu aperta ufficialmente dal 1 settembre 1847.
Con questo tracciato, partendo da Bologna in diligenza alle 5 di mattina, si giungeva a Pistoia la sera, in tempo per prendere il treno per Firenze; il viaggio durava quindi un giorno invece dei due necessari passando per il passo della Futa.

## Strada asfaltata
Con l'aumentare del transito delle auto fu necessario provvedere alla asfaltatura della strada che nel 1928 divenne strada statale.